# Jurinella epileuca
Jurinella epileuca är en tvåvingeart som beskrevs av Walker 1849. Jurinella epileuca ingår i släktet Jurinella och familjen parasitflugor.
Artens utbredningsområde är Jamaica. Inga underarter finns listade i Catalogue of Life.